# Wetshuis

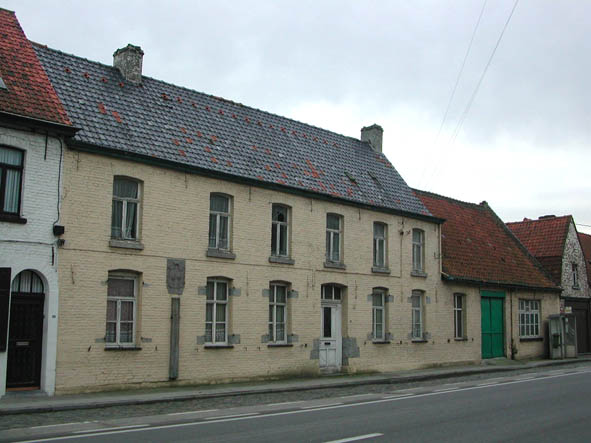
Wetshuis

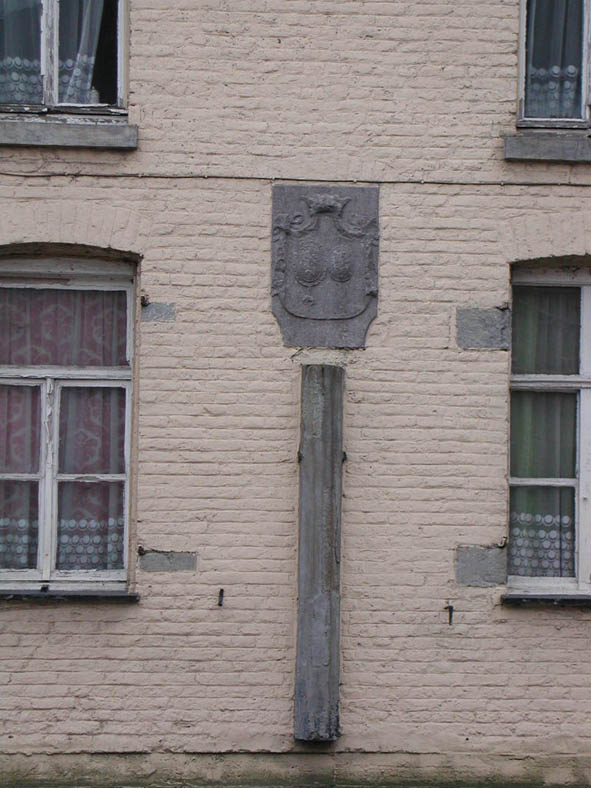
schandpaal

Het Wetshuis is een bouwwerk in de tot de West-Vlaamse gemeente Avelgem behorende plaats Outrijve, gelegen aan de Doorniksesteenweg 328.
Dit gerechtsgebouw stamt vermoedelijk uit de 18e eeuw en werd in 1784 op een landkaart weergegeven. Het gebouw was waarschijnlijk tevens als uitspanning in gebruik.
Van belang is de in de gevel ingemetselde schandpaal, welke omstreeks 1750 moet zijn opgericht. Deze bestaat uit een zuil met daarboven het wapen van de toenmalige heren, graaf de Lannoy van Moterie en zijn vrouw du Faing. Dit type schandpaal is zeldzaam in Vlaanderen, men vindt het enkel nog in Watou.
Het interieur is aangepast, maar de kelder en de balklagen van het originele gebouw bleven behouden.